# Riccardo Ticchi
Riccardo Ticchi (Livorno, 1871 – ...) è stato un tiratore a segno italiano.

## Biografia
Nato nel 1871, era originario di Livorno.
In carriera vinse 13 medaglie ai Mondiali: 2 argenti nella carabina 300 m 3 posizioni a squadre a Lione 1904 e Vienna 1908, un argento nella pistola 50 m a squadre a L'Aia 1910, un oro nella carabina 300 m in piedi, un argento nella carabina militare 300 m in ginocchio e un bronzo nella pistola 50 m a squadre a Biarritz 1912, un oro nella pistola 50 m a squadre a Viborg 1914, un oro nella pistola 50 m a squadre e un argento nella carabina militare 300 m 3 posizioni a Lione 1921, un argento nella pistola 50 m a squadre a Milano 1922 e un oro nella carabina militare 300 m in ginocchio, un argento nella carabina militare 300 m 3 posizioni e un argento nella carabina militare 500 m a terra a Roma 1927.
A 49 anni partecipò ai Giochi olimpici di Anversa 1920, in 10 gare: a livello individuale carabina piccola e carabina militare in piedi 300 m, dove terminò 6º con 54 punti, arrivando ultimo nello spareggio a 4 per il bronzo, mentre a squadre carabina libera con Campus, Frasca, Galli e Micheli (9º con 4371 punti), pistola militare con Boriani, Frasca, Galli e Preda (9º con 1121 punti), pistola libera con Boriani, Frasca, Galli e Preda (7º con 2224 punti), carabina piccola con Campus, Frasca, Galli e Micheli (7º con 1777 punti), carabina militare a terra 300m con Campus, Frasca, Galli e Isnardi (9º con 272 punti), carabina militare in piedi 300 m con Boriani, De Ranieri, Favretti e Isnardi (4º con 251 punti), carabina militare a terra 600m con Campus, Frasca, Galli e Isnardi (12º con 257 punti) e carabina militare a terra 300/600 m con De Ranieri, Frasca, Galli e Isnardi (9º con 527 punti).
4 anni dopo, a 53 anni, prese parte di nuovo alle Olimpiadi, quelle di Parigi 1924, arrivando 51º nella carabina piccola con 370 punti, 51º nel fucile a terra con 73 punti e 10º nel fucile a squadre insieme ad Coletti Conti, De Ranieri, Isnardi e Laveni con 578 punti.

## Palmarès

### Campionati mondiali
- 13 medaglie:
  - 4 ori (Carabina 300 m in piedi a Biarritz 1912, pistola 50 m a squadre a Viborg 1914, pistola 50 m a squadre a Lione 1921, carabina militare 300 m in ginocchio a Roma 1927)
  - 8 argenti (Carabina 300 m 3 posizioni a squadre a Lione 1904, carabina 300 m 3 posizioni a squadre a Vienna 1908, pistola 50 m a squadre a L'Aia 1910, carabina militare 300 m in ginocchio a Biarritz 1912, carabina militare 300 m 3 posizioni a Lione 1921, pistola 50 m a squadre a Milano 1922, carabina militare 300 m 3 posizioni a Roma 1927, carabina militare 300 m a terra a Roma 1927)
  - 1 bronzo (Pistola 50 m a squadre a Biarritz 1912)